# こうしす!こちら京姫鉄道広報部システム課

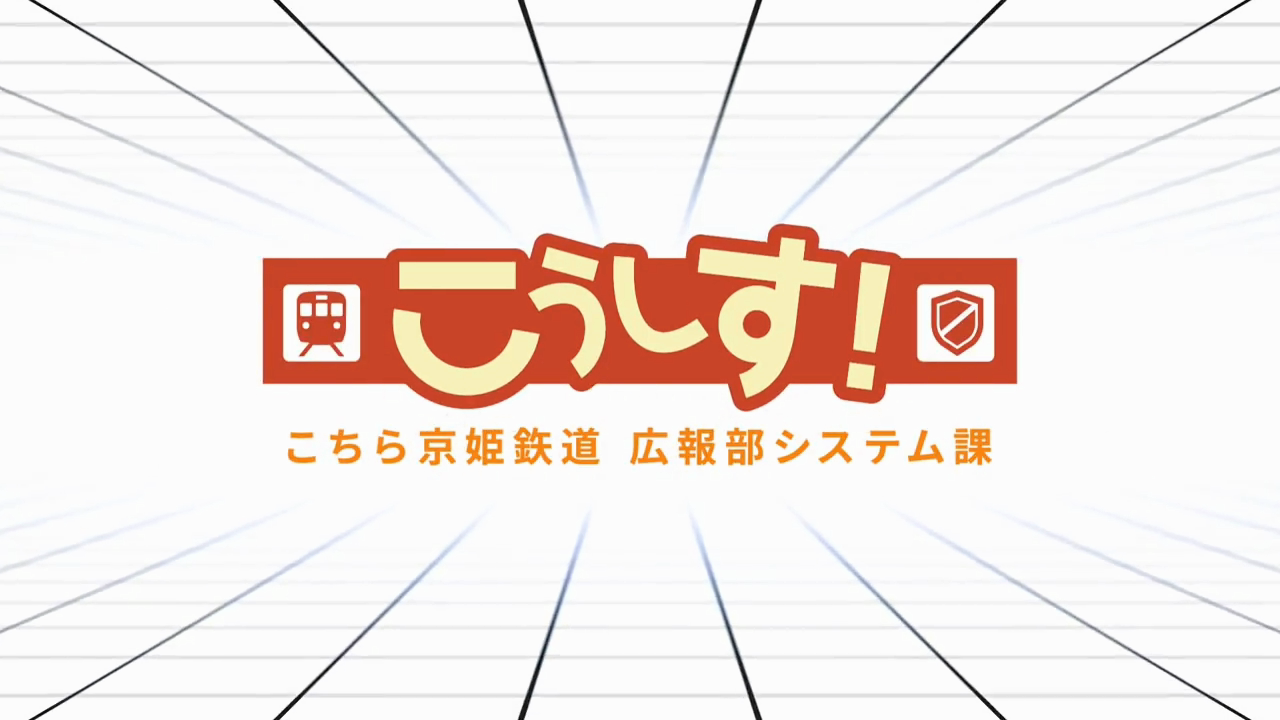
こうしすロゴ

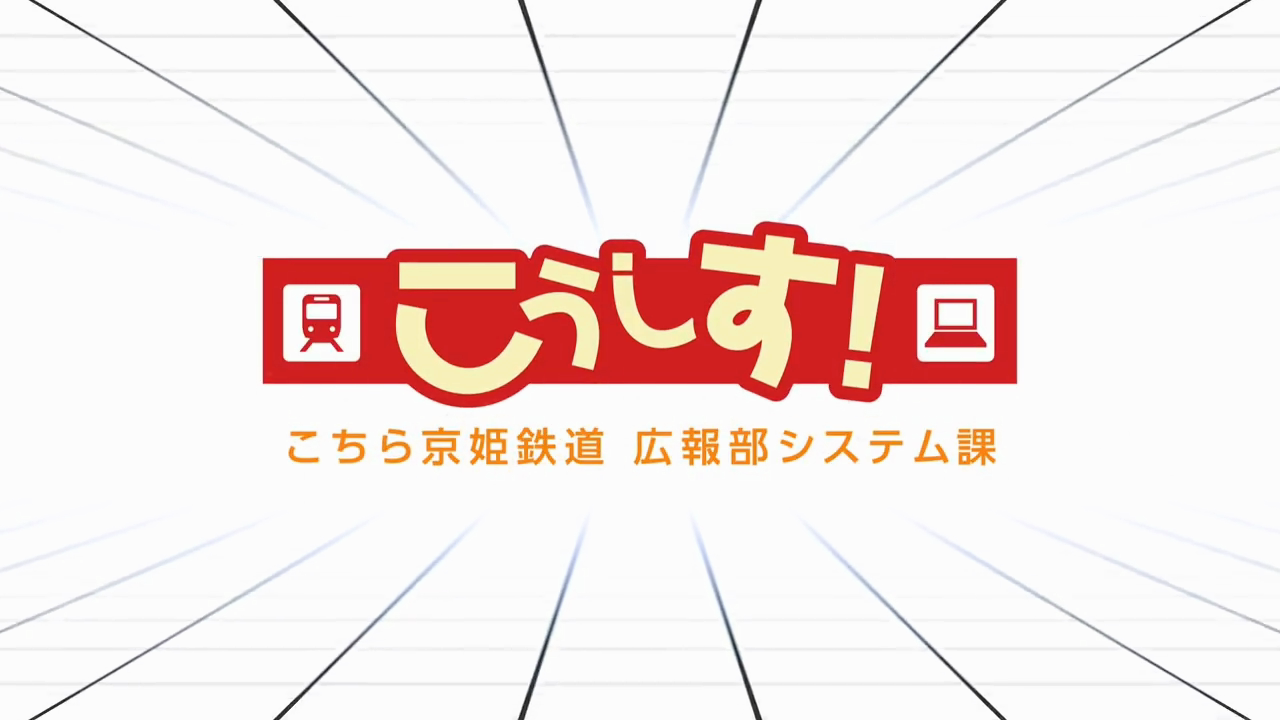
こうしす旧ロゴ
1話から2話で使用

『こうしす!こちら京姫鉄道広報部システム課』（こうしす!こちらきょうきてつどうこうほうぶしすてむか）は、人格のない社団であるオープンプロセスアニメプロジェクトジャパン（OPAP-JP、おーぱっぷ・じぇいぴー）によって制作されている日本の自主制作アニメ作品である。

## 概要
兵庫県姫路市・京都間を結ぶ架空の鉄道会社「京姫鉄道株式会社」の広報部システム課に所属する会社員・祝園アカネ（ほうその あかね）を主人公とし、企業における情報セキュリティの諸問題を主題にした「社内システムエンジニアの悲哀を描く技術系コメディ」である。ニコニコ動画、およびYouTubeを発表の舞台としている。
制作元であるOPAP-JPは活動内容を「アニメーション作品だけでなく、知識の共有、制作用ソフトウェアの開発・公開なども行う」としており、本作はCC-BY 4.0ライセンスを適用しそのすべてをフリー素材として二次利用を許諾している。
クラウドファンディングで資金を調達しながら無償・有償ボランティアの手により制作が進められていたが、2024年1月12日公開の「こうしす! #3.4」を以てアニメは最終回を迎えた。

## あらすじ

### こうしす! #1「XPだけどお金がないから使い続けても問題ないよね」
配信開始：2014年4月9日（Youtube、ニコニコ動画）
京姫鉄道株式会社ではサポート期限切れから1年以上を経過してなお、「ウィルス対策ソフトを使い続けていれば大丈夫」という経営陣の判断の下、Windows XPを利用し続けていた。
システム課課長である山家宏佳（やまが ひろか）はそのような状況に警鐘を鳴らし続けていたが、上司であるCIO兼広報部長の中舟生は「まだ使える」「お金がない」を理由にOSのアップデートに対して首を縦に振らない。
祝園アカネ（ほうその あかね）の出勤初日となったその日、魔の手は既に忍びよっていた。

### こうしす! #2「やはり弊社の業務システムは間違っている」
配信開始：2016年6月5日（Youtube）、2016年5月18日（ニコニコ動画）
WindiowsXPを使用し続けていたことに起因するトラブルの対処に成功したアカネは、その解決にあたり独断行動をとった責任を問われ、研修名目で現業部門への異動を繰り返す日々を送っていた。
ついに子会社である「京鉄ITソリューションズ株式会社」への出向を命じられるアカネであったが、そこではシステム開発案件が大炎上の最中。プロジェクトマネージャーである課長の夢前さくら（ゆめさき さくら）も過労で倒れてしまう。

### こうしす! #3「セキュリティに完璧を求めるのは間違っているだろうか」
第3話は複数パートに分割して公開されている

#### 3.1
配信開始：2017年10月31日（Youtube、ニコニコ動画）
「コンピューターウィルス感染ゼロ・情報セキュリティ事案ゼロ」を標榜する葛城取締役は「コンピューターウィルスに感染させた従業員は懲戒処分に処す」旨の通達を全社に向け発信する。
一方、広報部広報課に所属する英賀保芽依（あがほ めい）は自身が「世界一デジタル器機に嫌われている」人間であると自覚していた。
取締役からの通達もあり、先輩や上司（広報課課長）からも特に注意するようアドバイスを受ける芽依は「二度とコンピューターウィルスに感染しない」ことを心に誓うが、直後に自身の端末がコンピュータウィルスに感染してしまう。

#### 3.2
配信開始：2019年9月6日（Youtube、ニコニコ動画）
本社に復帰することができたアカネは退勤時刻を心待ちにしていたが、外部より「中途半端なデータの転送が繰り返されている」旨の通報を受け、システムトラブルの発生が判明する。
しかし社内各所に確認を行っても「トラブルは発生していない」と回答されるばかり。取締役の通達により処分をおそれた社員たちは、情報を共有しなくなってしまったのである。
そのような中、マスメディアの取材がされていた輸送指令所では更に深刻なトラブルが発生していた。

#### 3.3
配信開始：2022年1月9日（Youtube、ニコニコ動画）
自分のせいでトラブルが発生してしまった、と一人思い悩む芽依は「他人に迷惑をかけてはいけない」という上司の言葉から「アカネは他人ではない=アカネには迷惑をかけてもよい」と思いつき相談をする。
かくして輸送指令所で発生していたトラブルは広報部システム課の知るところとなる。
輸送指令所・統括指令長である万能倉まな（まなぐら まな）は部下が自身を恐れていたことが情報共有の障害となっていたことを悟り、深く反省。あらためて重大インシデントの発生を宣言し早急な復旧を指示する。
一方、アカネを始めとするシステム課側の人間は今回の事象が外部からの攻撃によるものか潜在していたバグによるものか、判断しかねていた。

#### 3.4
配信開始：2024年1月12日（Youtube、ニコニコ動画、dアニメストア、DMM TV）
システム障害の原因は、内部犯行によるものであったことが明らかになる。
原因を取り除きシステムは復旧。京姫鉄道社内では「一人ひとりが当事者意識を持つ」、「鉄道も情報も安全対策に共通点が多い」という学びを各自が得ていた。
そしてシステム課は「広報部としての立場の活用」、部門を超えてセキュリティ事案に対応するチーム（CSIRT）としての第一歩として報告・連絡・相談が集まるよう信頼を得る活動を初めていくのであった。

## 登場人物

### 京姫鉄道株式会社

#### 広報部システム課
祝園アカネ（ほうその・あかね）
声 - えつむ
本作品の主人公。「そこそこの規模で、そこそこ財閥系で、労組の力が強くて、仕事の手を抜いてもクビにならなさそうだったから」京姫鉄道に入社する。
「初仕事はソファに転がる芋になるといった簡単なものがいい」と望んでいたが、入社初日からWindows XPを利用し続けていたことに起因するトラブルの対処に追われる。第2話では将来的にシステム課課長となることが示唆された。
情報処理安全確保支援士資格を保有。
JVNにおいて報告者として彼女の名が挙げられ、謝辞が述べられている。
アニメのその後を描いた小説『ハックしないで監査役!!』では2024年に課長就任後会社の方針と対立して退職。社外監査役として活躍する様子が描かれている。
派生作品である『伏石ちゃんは意図に反したい』においては、彼女の孫が主人公として登場。2038年から京姫鉄道株式会社の社長となると設定された。

垂水結菜（たるみ ゆいな）
声 - 那々海ゆあ
アカネの先輩社員。「本業は鉄道ファン。副業として京姫鉄道に入社した」と公言し、「キハ命」と胸に書かれたTシャツを着るほどの鉄道オタクである。
第2話では「台本インジェクション攻撃」により世界を改変、すべての種類の鉄道車両を運転できる免許を保有した。
第3話では広報部システム課所属であるにもかかわらず上記の免許を活かし、「趣味で」運転士として乗務している。
山家宏佳（やまが ひろか）
声 - 小豆戒斗
広報部システム課課長。京姫鉄道史上最年少の課長とされている。
情報処理安全確保支援士、中小企業診断士、技術士他多数の資格を保有。
2038年時点では、アカネの元上司。システム部長。
少佐（しょうさ）
声 - 芋
宏佳の同期。氏名が「少佐」とされているが、これが本名であるかは明らかにされていない。なお役職も同様に「少佐」（係長相当）である。
第1話では「トレッキー」と紹介された。
プログラマとしては「コーディングのギネス記録を持つ」とされるほど手が早く優秀であるが、「まるでGoToのアート」、「マシン語も操る」（いずれも第2話のモブの台詞より）といわれるほどメンテナンス性の低い、誰も解読のできないコードを書く。
システム課のメンバーで唯一、業務においてもLinuxを利用している。
中舟生良文（なかふにゅう よしふみ）
声 - ザンジバル斉藤（第1話のみ）、岡松丈（第2話以降）
CIO兼広報部部長。本人曰く「役員会では一番下っ端」。

#### 広報部広報課
英賀保芽依（あがほ・めい）
声 - 桜瀬尋
「世界一デジタル器機に嫌われている」と自覚するほど電子機器との相性が悪い。
第1話では「ウィルスに感染したためウィルス対策ソフトをインストールせよ」という偽警告に騙されてマルウェアをダウンロードしてしまい、騒動の発端となる。
第2話では「どんなプログラムでもバグらせる」という特性から『天上ノ瑕疵誘因』（アルティメット・バグトリガー）の二つ名が与えられ、「最強のテスト要員」として開発現場へ投入された。
第3.1話では取締役の通達を受け「二度とコンピューターウィルスに感染しない」と心に誓うがその5分後にはウィルスに感染してしまう（本当は敬川康によって仕掛けられたキーボードに仕掛けられたスクロールロックオンになるとF5キーを連打するトラップ）。

### 京鉄ITソリューション株式会社
京姫鉄道株式会社の子会社。第2話では京姫鉄道株式会社へのグループウェア導入案件に翻弄される。また第3話のセリフより、京姫鉄道株式会社にて使用されている運行管理システムの開発・導入も行っていると推測される。
第3話における万能倉まなのセリフより、親会社からは「キッツ（KITS）」と呼ばれている模様。
夢前さくら（ゆめさき さくら）
声 - 杜川彦（第2話まで）、冷水優果（第3話〜）
第2話にて初登場。登場時は「鉄道ソリューション部開発1課 課長代理」であったが、難航する開発とエスカレートする顧客からの突き上げにより心労を重ね、倒れてしまう。
第3.3話にて再登場。「運用部 基盤整備管理課 係長」と肩書が変更されたため、異動の上降格となったと思われる。

### 日本國国有鉄道
本作では「国鉄」が現存する世界と設定されている。現実世界におけるJRが存在するかは不明である。

#### 大阪鉄道管理局 営業部 公安課 情報システム班
篠山砂沙美（ささやま ささみ）
3.2話にて登場。祝園アカネとは高校・大学の同級生。アカネのことを一方的に親友と思っている。
「姫京鉄道から国鉄に対し中途半端なデータの転送が繰り返し行われている」ことを検知し連絡した。
アカネ曰く「拳銃ぶっ放したい」とか言っているやばいやつ。

## 派生作品
上記アニメシリーズ以外に、商用シリーズ「こうしす!EE（Enterprise Edition）」としてIT技術者向け情報サイト「@IT」にて『こうしす! こちら京姫鉄道 広報部システム課 ＠IT支線』を2021年4月現在連載している。
また、公開されているアニメシリーズ第3話をベースにシリーズ構成・脚本を手掛ける井二かけるがノベライズした『こうしす!社内SE 祝園アカネの情報セキュリティ事件簿』が2020年に刊行された。
2021年より、翔泳社の運営するwebサイト「CodoZine」にて、世界観を共有するwebコミック「伏石ちゃんは意図に反したい」が原作：井二 かける、作画：山口 しずか にて連載開始。左記の連載は書籍としても出版されている。
2022年、アニメのその後を描いた小説『ハックしないで監査役!!』を出版。
2024年、第1話から第3話までを編集・再構成した『こうしす！EE総集編映画版』（以下「映画版」）が作成されTOKYO MXにて放映されれた。
2024年夏には「映画版」が更に再編集された「上映版」が作成され、愛知県及び兵庫県にて上映が予定されている。

## 受賞歴
- 第2回京都デジタルアミューズメントアワード 映画・映像・アニメーション部門賞[15]

「オンラインで制作過程を無料公開するアニメーション制作の新しいプロセス構築」、「作品を通じた知的財産の社会還元性の高さ」を受賞理由とし、制作元であるOPAP-JP代表の井二かけるに贈られた。
- サイバーセキュリティアワード2025 大賞[16]